# Gymnoscelis latipennis
Gymnoscelis latipennis là một loài bướm đêm trong họ Geometridae.